# Semjon Sergejevič Slepakov
Semjon Sergejevič Slepakov, také Semjon Slepakov, rusky Семён Серге́евич Слепако́в (23. srpna 1979 Pjatigorsk, Stavropolský kraj, RSFSR, Sovětský svaz) je ruský komik, herec, zpěvák, filmový a televizní scenárista.

## Životopis
Vystudoval cizí jazyky na Univerzitě v Pjatigorsku, absolvoval jako překladatel z francouzštiny. Věnuje se tvorbě a realizaci televizních a filmových komedií. Vystupuje jako herec a písničkář. Byl kapitánem KVN (rusky: Клуб Весёлых и Находчивых = Klub vtipných a pohotových)
Jeho písně v češtině zpívá Jaromír Nohavica.
Po ruské invazi na Ukrajinu Slepakov opustil Rusko a přestěhoval se do Izraele.

## Dílo (výběr)
- První hudební album (2005)
- Televizní show Naša Russia (2006)[3]
- Comedy Club (2010)
- Druhé hudební album se jmenuje první: Семён Слепаков. Альбом № 1 (2012)